# Aspicera tenuispina
Aspicera tenuispina är en stekelart som beskrevs av Jean-Jacques Kieffer 1904. Aspicera tenuispina ingår i släktet Aspicera, och familjen glattsteklar. Arten är reproducerande i Sverige.